# Jim Acosta
Jim Acosta, all'anagrafe Abilio James Acosta (Washington, 17 aprile 1971), è un giornalista statunitense.
Dal 2018 al 2021 è stato il capo corrispondente alla Casa Bianca per la CNN.

## Carriera
Dopo aver collaborato come giornalista e anchorman per varie stazioni di proprietà della CBS, da febbraio 2003 collabora con CBS, dedicandosi alla campagna elettorale di John Kerry per le elezioni presidenziali negli Stati Uniti d'America del 2004.
Entrato nella CNN nel marzo 2007, per il network americano ha seguito la campagna elettorale di Mitt Romney alle presidenziali del 2012 e quella di Donald Trump per le elezioni del 2016.
Nel novembre 2018, durante una conferenza stampa in seguito alle elezioni di metà mandato del 2018, il presidente degli Stati Uniti d'America Donald Trump accusa Jim Acosta di essere "nemico del popolo". La portavoce della Casa Bianca Sarah Huckabee Sanders ha confermato che dopo la conferenza stampa è stato rimosso il pass di accesso al giornalista. Il network statunitense ha fatto causa al gabinetto di Donald Trump, ottenendo da un giudice federale il ripristino dell'accesso.
Nel 2021 è stato promosso ad anchorman. Nel 2025 ha lasciato la CNN.